# Associazione Calcio Napoli 1952-1953
Questa voce raccoglie le informazioni riguardanti l'Associazione Calcio Napoli nelle competizioni ufficiali della stagione 1952-1953.

## Divise
| Prima divisa | Prima divisa | Seconda divisa | Divisa portiere |

## Organigramma societario
Area direttiva
- Presidente: Achille Lauro

Area tecnica
- Allenatore: Eraldo Monzeglio

## Rosa
| N. |                     | Ruolo | Calciatore       |
| -- | ------------------- | ----- | ---------------- |
|    | Italia (bandiera)   | P     | Giuseppe Casari  |
|    | Italia (bandiera)   | P     | Biagio Dreossi   |
|    | Italia (bandiera)   | D     | Giulio Castelli  |
|    | Italia (bandiera)   | D     | Luciano Comaschi |
|    | Italia (bandiera)   | D     | Alberto Delfrati |
|    | Ungheria (bandiera) | D     | Jenő Vinyei      |
|    | Italia (bandiera)   | C     | Luigi Amicarelli |
|    | Italia (bandiera)   | C     | Fermino Cassin   |
|    | Italia (bandiera)   | C     | Silvio Formentin |

| N. |                      | Ruolo | Calciatore               |
| -- | -------------------- | ----- | ------------------------ |
|    | Italia (bandiera)    | C     | Bruno Gramaglia          |
|    | Italia (bandiera)    | C     | Giorgio Granata          |
|    | Argentina (bandiera) | C     | Bruno Pesaola            |
|    | Italia (bandiera)    | C     | Manlio Scopigno          |
|    | Italia (bandiera)    | C     | Antonio Sessa            |
|    | Italia (bandiera)    | C     | Giancarlo Vitali         |
|    | Italia (bandiera)    | A     | Amedeo Amadei (capitano) |
|    | Italia (bandiera)    | A     | Mario Astorri            |
|    | Svezia (bandiera)    | A     | Hasse Jeppson            |

## Risultati

### Serie A

#### Girone di andata
| Arbitro: | Fortina (Novara) |

|                              |           |  |
| Amadei 54’ (rig.) Vitali 90’ | Marcatori |  |

| Genova 21 settembre 1952 2ª giornata | Sampdoria        | 0 – 0 referto | Napoli | Stadio Luigi Ferraris\| Arbitro: \| Tassini (Verona) \| |
| Arbitro:                             | Tassini (Verona) |               |        |                                                         |

| Arbitro: | Bernardi (Bologna) |

|                                 |           |                             |
| Vitali 26’, 57’, 60’ Amadei 52’ | Marcatori | 7’ Menegotti 62’ Mozzambani |

| Arbitro: | Pieri (Trieste) |

|                                      |           |            |
| Lorenzi 32’, 66’, 80’ Nyers 82’, 89’ | Marcatori | 7’ Jeppson |

| Arbitro: | Marchetti (Milano) |

|                 |           |             |
| Larsen 55’, 70’ | Marcatori | 19’ Jeppson |

| Arbitro: | Jonni (Macerata) |

|               |           |  |
| Formentin 87’ | Marcatori |  |

| Arbitro: | Valsecchi (Milano) |

|                               |           |             |
| Mariani 10’ Vitali 51’ (aut.) | Marcatori | 27’ Jeppson |

| Napoli 9 novembre 1952 8ª giornata | Napoli           | 0 – 0 referto | Palermo | Stadio Vomero\| Arbitro: \| Tassini (Verona) \| |
| Arbitro:                           | Tassini (Verona) |               |         |                                                 |

| Arbitro: | Pieri (Trieste) |

|                                               |           |                  |
| Jeppson 9’, 54’ Zagatti 63’ (aut.) Amadei 70’ | Marcatori | 35’, 89’ Nordahl |

| Arbitro: | Silvano (Torino) |

|                  |           |            |
| Cattaneo 3’, 19’ | Marcatori | 23’ Vitali |

| Napoli 30 novembre 1952 11ª giornata | Napoli | 2 – 3 referto | Novara | Stadio Vomero |

| Bologna 7 dicembre 1952 12ª giornata | Bologna | 1 – 3 referto | Napoli |  |

| Torino 14 dicembre 1952 13ª giornata | Torino | 1 – 2 referto | Napoli |  |

| Napoli 21 dicembre 1952 14ª giornata | Napoli | 1 – 1 referto | Triestina |  |

| Roma 4 gennaio 1953 15ª giornata | Roma | 5 – 2 referto | Napoli |  |

| Napoli 11 gennaio 1953 16ª giornata | Napoli | 1 – 0 referto | SPAL |  |

| Napoli 18 gennaio 1953 17ª giornata | Napoli | 3 – 2 referto | Juventus |  |

#### Girone di ritorno
| Bergamo 25 gennaio 1953 18ª giornata | Atalanta | 1 – 1 referto | Napoli |  |

| Napoli 1º febbraio 1953 19ª giornata | Napoli | 2 – 1 referto | Sampdoria |  |

| Udine 8 febbraio 1953 20ª giornata | Udinese | 1 – 1 referto | Napoli |  |

| Napoli 15 febbraio 1953 21ª giornata | Napoli | 0 – 1 referto | Inter |  |

| Napoli 22 febbraio 1953 22ª giornata | Napoli | 3 – 0 referto | Lazio |  |

| Busto Arsizio 1º marzo 1953 23ª giornata | Pro Patria | 1 – 1 referto | Napoli |  |

| Napoli 8 marzo 1953 24ª giornata | Napoli | 0 – 0 referto | Fiorentina |  |

| Palermo 15 marzo 1953 25ª giornata | Palermo | 0 – 0 referto | Napoli |  |

| Milano 22 marzo 1953 26ª giornata | Milan | 2 – 2 referto | Napoli |  |

| Napoli 29 marzo 1953 27ª giornata | Napoli | 1 – 0 referto | Como |  |

| Novara 5 aprile 1953 28ª giornata | Novara | 0 – 1 referto | Napoli |  |

| Napoli 12 aprile 1953 29ª giornata | Napoli | 4 – 1 referto | Bologna |  |

| Napoli 19 aprile 1953 30ª giornata | Napoli | 3 – 0 referto | Torino |  |

| Trieste 3 maggio 1953 31ª giornata | Triestina | 2 – 3 referto | Napoli |  |

| Napoli 10 maggio 1953 32ª giornata | Napoli | 0 – 0 referto | Roma |  |

| Ferrara 24 maggio 1953 33ª giornata | SPAL | 4 – 1 referto | Napoli |  |

| Torino 31 maggio 1953 34ª giornata | Juventus | 1 – 1 referto | Napoli |  |

## Statistiche
Statistiche aggiornate al 31 maggio 1953.

### Statistiche di squadra
| Competizione | Punti | In casa | In casa | In casa | In casa | In casa | In casa | In trasferta | In trasferta | In trasferta | In trasferta | In trasferta | In trasferta | Totale | Totale | Totale | Totale | Totale | Totale | DR  |
| Competizione | Punti | G       | V       | N       | P       | Gf      | Gs      | G            | V            | N            | P            | Gf           | Gs           | G      | V      | N      | P      | Gf     | Gs     | DR  |
| ------------ | ----- | ------- | ------- | ------- | ------- | ------- | ------- | ------------ | ------------ | ------------ | ------------ | ------------ | ------------ | ------ | ------ | ------ | ------ | ------ | ------ | --- |
| Serie A      | 41    | 17      | 11      | 4       | 2       | 31      | 13      | 17           | 4            | 7            | 6            | 22           | 30           | 34     | 15     | 11     | 8      | 53     | 43     | +10 |
| Totale       | 41    | 17      | 11      | 4       | 2       | 31      | 13      | 17           | 4            | 7            | 6            | 22           | 30           | 34     | 15     | 11     | 8      | 53     | 43     | +10 |

### Statistiche dei giocatori
| Giocatore     | Serie A  | Serie A |
| Giocatore     | Presenze | Reti    |
| ------------- | -------- | ------- |
| A. Amadei     | 30       | 7       |
| L. Amicarelli | 4        | 0       |
| M. Astorri    | 4        | 1       |
| G. Casari     | 33       | -40     |
| F. Cassin     | 5        | 0       |
| G. Castelli   | 27       | 2       |
| L. Comaschi   | 30       | 0       |
| A. Delfrati   | 12       | 0       |
| C. Dreossi    | 1        | -3      |
| S. Formentin  | 30       | 6       |
| B. Gramaglia  | 28       | 0       |
| G. Granata    | 32       | 0       |
| H. Jeppson    | 33       | 14      |
| B. Pesaola    | 34       | 7       |
| M. Scopigno   | 1        | 0       |
| A. Sessa      | 5        | 0       |
| J. Vinyei     | 31       | 0       |
| G. Vitali     | 34       | 14      |